# Jens Tschiedel
Jens Tschiedel (* 5. August 1968 in Wuppertal) ist ein ehemaliger deutscher Fußballspieler.

## Karriere

### ASV Wuppertal und Bayer 04 Leverkusen
Tschiedel begann beim ASV Wuppertal mit dem Fußballspielen und wechselte 1985 in die A-Jugendabteilung von Bayer 04 Leverkusen, bevor er zur Saison 1986/87 in die zweite Mannschaft aufrückte. Für diese absolvierte er in vier Spielzeiten jedoch nur das am 23. September 1990 (8. Spieltag) mit 1:4 verlorene Heimspiel gegen den Wuppertaler SV in der Oberliga Nordrhein und bestritt ein Spiel im DFB-Pokal-Wettbewerb: Das Spiel am 19. August 1989 in der 1. Runde gegen den 1. FC Kaiserslautern wurde mit 0:1 verloren. Zur Saison 1990/91 rückte er in die erste Mannschaft auf, für die er jedoch kein Pflichtspiel bestritt.

### Alemannia Aachen
Von 1991 bis 1994 spielte Tschiedel für Alemannia Aachen in der drittklassigen Oberliga Nordrhein. Als Zweitplatzierter der letzten Saison qualifizierte sich seine Mannschaft für die nun drittklassige Regionalliga West/Südwest, in der er für die Aachener in der Saison 1994/95 25 Punktspiele bestritt und fünf Tore erzielte. Für die Alemannia bestritt er im DFB-Pokal-Wettbewerb lediglich das daheim mit 0:2 gegen den FC 08 Homburg verlorene Erstrundenspiel.

### FC Gütersloh
In der Folgesaison wechselte Tschiedel zum Liganeuling und -konkurrenten FC Gütersloh, mit dem er am Ende seiner ersten Saison als Meister hervorging und in die 2. Bundesliga aufstieg. Trotz dreier Punkte, die der Mannschaft wegen falscher Angaben im Lizenzierungsverfahren abgezogen wurden, konnte die Klasse als 13. von 18 teilnehmenden Mannschaften gehalten werden. In der Saison 1997/98 noch als Fünfter platziert, folgte mit Platz 15 am Saisonende 1998/99 der Abstieg in die Regionalliga West/Südwest. Während seiner Vereinszugehörigkeit bestritt Tschiedel 32 Punktspiele in der Oberliga Nordrhein, in denen er fünf Tore erzielte, 67 Punktspiele in der 2. Bundesliga, in der ihm drei Tore gelangen und 1996/97, 1997/98 und 1998/99 jeweils das Erstrundenspiel im DFB-Pokal-Wettbewerb, über das seine Mannschaft jedoch nie hinausgekommen ist.

### LR Ahlen und 1. FC Union Berlin
In der Regionalliga West/Südwest spielte er die Saison 1999/2000 für den LR Ahlen, der als Zweitplatzierter über die erfolgreiche Relegation zur 2. Bundesliga in diese zurückkehrte. Tschiedel wechselte indessen zum 1. FC Union Berlin in die drittklassige Regionalliga Nord, die er mit den Berlinern als Meister abschloss. Während der laufenden Saison erreichte er mit der Mannschaft – nachdem er zuvor vier Pokalspiele bestritten hatte – das DFB-Pokal-Finale, das am 26. Mai 2001 mit 0:2 gegen den FC Schalke 04 verloren wurde. Er blieb der Mannschaft in der Folgesaison noch bis 31. Dezember 2001 erhalten, bevor er ab dem 1. Januar 2002 nach Wuppertal zurückkehrte und die Rückrunde für die zweite Mannschaft des Wuppertaler SV spielte. Danach beendete er seine Fußballerkarriere.

## Erfolge
- DFB-Pokal-Finalist 2001
- Meister der Regionalliga Nord 2001 und Aufstieg in die 2. Bundesliga 2001
- Meister der Regionalliga West/Südwest 1996